# Владиславци
Владиславци (болг. Владиславци) — село в Болгарии. Находится в Софийской области, входит в общину Драгоман. Население составляет 74 человека (2022).

## Политическая ситуация
Владиславци подчиняется непосредственно общине и не имеет своего кмета.
Кмет (мэр) общины Драгоман — Соня Стоянова Дончева (Болгарская социалистическая партия (БСП)) по результатам выборов.